# Stata
Stata est un logiciel de statistiques et d'économétrie largement utilisé par les économistes et les épidémiologistes. Il est développé par StataCorp, entreprise basée à College Station, au Texas.

## Historique
Stata est un logiciel statistique créé par William W. Gould. La première version officielle de Stata - disponible à l'origine sur PC uniquement - remonte à janvier 1985, le projet ayant commencé un an plus tôt seulement. En 1993 il fonde StataCorp, qui développe le logiciel Stata et gère les services associés comme les formations, le support technique, la publication, des rencontres annuelles d'utilisateurs, et dont il est toujours président.

## Utilisation
Stata est particulièrement utilisé par la communauté scientifique pour les recherches en médecine, biologie et économie. L'une des spécificités de Stata par rapport à ses concurrents réside dans son développement guidé par les utilisateurs eux-mêmes. Stata repose sur un noyau compilé qui comprend les principales instructions et qui peut éventuellement appeler des procédures annexes (fichiers .ado) livrées en standard ou à télécharger sur des sites tiers, notamment les Statistical Software Components sur le site RePEc. Ces applicatifs sont des programmes écrits en langage Stata, développés par StataCorp ou bien par des programmeurs (enseignants, scientifiques, utilisateurs, étudiants, etc.) qui ont livré leurs sources à Stata pour en faire bénéficier l'ensemble des utilisateurs. La communauté des utilisateurs est donc impliquée dans le développement de packages, et dans la publication de méthodes dans un journal scientifique créé par StataCorp en 2001, le Stata Journal. Cette publication succède au Stata Technical Bulletin, qui était publié depuis 1991. Les articles du Stata Technical Bulletin, ainsi que ceux du Stata Journal remontant à plus de trois ans, sont en accès libre.

## Versions
La version actuelle est la version 18. Stata intègre un outil de mise à jour des packages et du noyau de calcul permettant une mise à jour régulière et l'intégration de nouveaux packages au cours de son développement. Les packages publiés dans le Stata Journal sont souvent intégrés entre deux versions de Stata. 
Trois logiciels composent l'offre Stata pour une même version :
- Stata/MP : version utilisant les possibilités de calcul parallèle sur des machines multi-processeurs
- Stata/SE : version professionnelle de Stata, avec des capacités de calcul sur des jeux de données de grande taille
- Stata/IC : version standard, avec des restrictions sur la taille des matrices et des données

## Concurrents
- R
- SAS
- SPSS